# Diada de Sant Fèlix 2024
La diada castellera de Sant Fèlix del 2024 tingué lloc el divendres 30 d'agost del 2024 a la plaça de la Vila de Vilafranca del Penedès, en el marc de la Festa Major de Vilafranca del Penedès. Les quatre colles participants van ser els Castellers de Vilafranca, la Colla Joves Xiquets de Valls, la Colla Vella dels Xiquets de Valls i la Colla Jove Xiquets de Tarragona.
La diada va quedar marcada per tres caigudes consecutives a la primera ronda que van provocar una interrupció d'una hora i mitja entre el final de la primera ronda i l'inici de la segona a causa de les nombroses incidències sanitàries. Especialment remarcable va ser la lesió que va patir l'aixecadora de la Colla Vella arran d'un cop al cap en la caiguda del 4d9sf, que va requerir la seva evacuació en helicòpter a l'Hospital Sant Joan de Déu Barcelona. La seva evolució després d'una intervenció quirúrgica va ser positiva i va rebre l'alta abans d'una setmana sense cap seqüela a llarg termini, cosa que li va permetre de reincorporar-se ràpidament a l'activitat castellera.

## Elecció de les colles
El 20 de febrer de 2024 els administradors de la Festa Major van anunciar que les colles que prendrien part en l'edició del 2024 serien les dues de Valls, els Castellers de Vilafranca i la Colla Jove Xiquets de Tarragona. Aquesta darrera retornaria al cartell després de quatre anys sense actuar-hi i en substitució dels Minyons de Terrassa, participants a l'edició de 2023.

## Resultats
| Resultat              |
| --------------------- |
| Descarregat (D)       |
| Carregat (C)          |
| Intent (I)            |
| Intent desmuntat (ID) |

La fatiga d'una diada que es va allargar fins a cinc hores va fer que les colles rebaixessin les expectatives castelleres. No obstant això, es van descarregar 5 castells de gamma extra i se'n van carregar 4 més.
| Ordre | Colla                             | 1a ronda   | 2a ronda | 3a ronda   | 4a ronda  | 5a ronda |
| ----- | --------------------------------- | ---------- | -------- | ---------- | --------- | -------- |
| 1a    | Castellers de Vilafranca          | 3d10fm (c) | 4d9fa    | 9d9f (id)  | 2d9fm (c) | P8fm     |
| 2a    | Colla Joves dels Xiquets de Valls | 2d8sf (c)  | 3d9f     | 4d9sf (id) | 4d9f      | P8fm     |
| 3a    | Colla Vella dels Xiquets de Valls | 4d9sf (c)  | 3d9f     | 4d9f       | P8fm (id) | P5       |
| 4a    | Colla Jove Xiquets de Tarragona   | 2d9fm      | 3d9f     | 4d9f       | P8fm      |          |

### Per castell
La següent taula mostra l'estadística dels castells que es van intentar a la diada. Els pilars de mèrit (Pilar de 6 o superior) també estan computats en aquesta taula. Els castells apareixen ordenats, de major a menor dificultat, segons la Taula de Puntuació del XXIX Concurs de Castells de Tarragona.
| Castell                         | Descarregat | Carregat | Intent | Intent desmuntat | Total |
| ------------------------------- | ----------- | -------- | ------ | ---------------- | ----- |
| 9 de 9 amb folre                | —           | —        | —      | 1                | 1     |
| 3 de 10 amb folre i manilles    | —           | 1        | —      | —                | 1     |
| 2 de 8 sense folre              | —           | 1        | —      | —                | 1     |
| 4 de 9 sense folre              | —           | 1        | —      | 1                | 2     |
| 4 de 9 amb folre i pilar        | 1           | —        | —      | —                | 1     |
| Pilar de 8 amb folre i manilles | 3           | —        | —      | 1                | 4     |
| 2 de 9 amb folre i manilles     | 1           | 1        | —      | —                | 2     |
| 3 de 9 amb folre                | 3           | —        | —      | —                | 3     |
| 4 de 9 amb folre                | 3           | —        | —      | —                | 3     |
| Total                           | 11          | 4        | 0      | 3                | 18    |
| Percentatge                     | 61,1%       | 22,2%    | 0%     | 16,6%            | 100%  |

### Per colla
La següent taula mostra els castells i pilars de mèrit intentats per cadascuna de les colles amb relació a la dificultat que tenen, ordenats de major a menor dificultat.
| Colla                             | 9d9f | 3d10fm | 2d8sf | 4d9sf | 4d9fa | P8fm | 2d9fm | 3d9f | 4d9f |
| --------------------------------- | ---- | ------ | ----- | ----- | ----- | ---- | ----- | ---- | ---- |
| Castellers de Vilafranca          | ID   | C      |       |       | D     | D    | C     |      |      |
| Colla Joves Xiquets de Valls      |      |        | C     | ID    |       | D    |       | D    | D    |
| Colla Vella dels Xiquets de Valls |      |        |       | C     |       | ID   |       | D    | D    |
| Colla Jove Xiquets de Tarragona   |      |        |       |       |       | D    | D     | D    | D    |